# 毓庆
毓庆（？—？），满洲正红旗人，是一名清朝政治人物。
毓庆曾接替平翰任上海县知县一职，1851年由姚辉第接任。